# Wapen van Borger-Odoorn

Wapen van Borger-Odoorn

Het wapen van Borger-Odoorn is het gemeentelijke wapen van de Drentse gemeente Borger-Odoorn. De beschrijving luidt: 
"In sabel een keper, vergezeld boven van een liggende houten schop met opstaande randen en beneden van een hunebed, alles van goud. Het schild gedekt met een gouden kroon van drie bladeren en twee parels en gehouden door twee paarden van zilver, gehoefd van sabel met om de hals een muurkroon van sabel."

## Geschiedenis
De kleuren goud en zwart zijn enerzijds overgenomen van de voorgaande wapens, anderzijds symboliseren zij de bodemgesteldheid van de gemeente dat uit veen en zandgrond bestaat. Wel werd een horizontale- of verticale vlakverdeling vermeden omdat deze in de wapens van Borger en Odoorn voorkomen. De schuine verdeling geeft de geografische ligging weer van de westelijke gelegen veen- en de oostelijk gelegen zandgronden. De keper symboliseert de twee gemeenten waarmee de nieuwe gemeente gevormd werd, zonder een tweedeling weer te geven op het schild. De gouden boezelschup is een verwijzing naar het veen, het hunebed naar de zandgronden. Er werd bewust voor een boezelschup gekozen omdat deze vorm karakteristiek is voor zuid-oost Drenthe. Het hunebed symboliseert het Hunebedcentrum en de achttien hunebedden verspreid over het grondgebied van de gemeente. 
De paarden als schildhouders symboliseren enerzijds het agrarisch karakter van de gemeente, anderzijds de ruitersport in de gemeente. De paarden dragen een gekanteelde halsband als symbool voor de legendarische stad Hunsow die in de gemeente wordt gesitueerd. De halsband is zwart als teken van de verwoesting van deze stad. Op 17 juli 1999 werd het wapen bij Koninklijk Besluit aan de gemeente verleend.

## Wapens van voorgaande gemeenten
Van deze wapens zijn uitsluitend de kleuren goud en zwart in het nieuwe gemeentewapen overgenomen:

Het wapen van Borger met kraaghalsbeker
Het wapen van Odoorn